# Frank Luck
Frank Luck född 5 december 1967 i Schmalkalden Thüringen är en tysk före detta skidskytt. Han deltog för första gången i en skidskyttetävling vid 13 års ålder.
Luck är militär och bosatt i Springstille, nära Schmalkalden. 

## OS

### Olympiska vinterspelen 1994
- Stafett – guld
- 20 km - silver

### Olympiska vinterspelen 1998
- Stafett - guld

### Olympiska vinterspelen 2002
- Stafett – silver
- 20 km – silver

## VM

### VM 1989
- Sprint – guld
- Stafett – guld

### VM 1990
- Lag – guld
- Stafett – brons

### VM 1991
- Stafett – guld
- Sprint – silver

### VM 1993
- Lag – guld
- Stafett – brons

### VM 1995
- Stafett – guld

### VM 1996
- Stafett – silver

### VM 1997
- Stafett – guld
- Lag – silver

### VM 1998
- Lag – silver

### VM 1999
- Sprint – guld
- Jaktstart – silver

### VM 2000
- Jaktstart – guld
- 20 km – brons
- Stafett – brons

### VM 2003
- Stafett – guld

### VM 2004
- Stafett – guld

## Världscupen

### Världscupen, total ställning
- 1994 - 2:a
- 1999 - 3:a

### Världscupen, delcuper
- 2000
  - Distans 1:a
- 2002
  - Distans 1:a
  - Jaktstart 3:a

### Världscuptävlingar
- 39 pallplatser varav 12 segrar